# Nantong
Nantong (xinès: 南通; pinyin: Nántōng; noms alternatius: Nan-t'ung, Nantung, Tongzhou o Tungchow) és una ciutat a nivell de prefectura a la província de Jiangsu, al sud-est de la Xina. Situat a la riba nord del riu Iang-Tsé, prop de la seva desembocadura. Nantong és un port fluvial vital que limita amb Yanxeng al nord, Taizhou a l'oest, Suzhou, Wuxi i Xangai al sud a través del riu i el mar de la Xina Oriental a l'est. La seva població era de 7.282.835 segons el cens de 2010, 3.180.924 dels quals vivien a l'àrea urbanitzada formada per tres districtes urbans més la ciutat de Haimen en gran part conurbada.
Tot i que la ciutat va rebre un cop per la depressió econòmica dels anys 30, així com per l'ocupació japonesa dels anys trenta i quaranta, Nantong ha continuat sent un centre important per a la indústria tèxtil. A causa del seu port d'aigües profundes i de les connexions amb canals de navegació interior, va ser una de les 14 ciutats portuàries obertes a la inversió estrangera en les recents reformes econòmiques xineses.

## Geografia
Com que la costa del mar de la Xina Oriental s'està expandint constantment cap a l'est a mesura que el riu Iang-Tsé afegeix sediments al seu delta, la distància entre Nantong i la costa es va ampliant.
Nantong té un clima subtropical humit (Köppen Cfa), amb quatre estacions diferents. Els hiverns són freds i humits, i els vents freds del nord-oest causats per la màxima siberiana poden forçar les temperatures a baixar per sota de la congelació a la nit, tot i que les nevades són relativament poc freqüents. Els estius són calorosos i humits, i sovintegen els xàfecs i tempestes. Les temperatures mitjanes diàries mensuals oscil·len entre els 37,6 °F al gener i els 27,2 °C al juliol, i la mitjana anual és de 15,3 °C. Amb les pluges al juny i principis de juliol arriba la part més plujosa de l'any.

## Administració
La ciutat-prefectura de Nantong es divideix en 4 districtes, 4 municipis i 3 comtats, que a la vegada es subdivideixen en 147 entitats menors.
| Mapa                                                                | Subdivisió                   | Caràcter | Pin-yin       | Població (2010) | Àrea (km²) | Densitat |
| 1 2 Tongzhou Rugao Haimen Qidong Hai'an Rudong 1Chongchuan 2Gangzha |                              |          |               |                 |            |          |
| ------------------------------------------------------------------- | ---------------------------- | -------- | ------------- | --------------- | ---------- | -------- |
| 1 2 Tongzhou Rugao Haimen Qidong Hai'an Rudong 1Chongchuan 2Gangzha | Zona central (districte)     |          |               |                 |            |          |
| 1 2 Tongzhou Rugao Haimen Qidong Hai'an Rudong 1Chongchuan 2Gangzha | Chongchuan                   | 崇川区   | Chóngchuān Qū | 686.945         | 215        | 4.038,42 |
| 1 2 Tongzhou Rugao Haimen Qidong Hai'an Rudong 1Chongchuan 2Gangzha | Gangzha                      | 港闸区   | Gǎngzhá Qū    | 266.326         | 134        | 1.987,50 |
| 1 2 Tongzhou Rugao Haimen Qidong Hai'an Rudong 1Chongchuan 2Gangzha | Suburbà (districte)          |          |               |                 |            |          |
| 1 2 Tongzhou Rugao Haimen Qidong Hai'an Rudong 1Chongchuan 2Gangzha | Tongzhou                     | 通州区   | Tōngzhōu Qū   | 1.138.738       | 1.343      | 847,90   |
| 1 2 Tongzhou Rugao Haimen Qidong Hai'an Rudong 1Chongchuan 2Gangzha | Rural (comtat)               |          |               |                 |            |          |
| 1 2 Tongzhou Rugao Haimen Qidong Hai'an Rudong 1Chongchuan 2Gangzha | Hai'an                       | 海安县   | Hǎi'ān Xiàn   | 866.337         | 1.110      | 780,48   |
| 1 2 Tongzhou Rugao Haimen Qidong Hai'an Rudong 1Chongchuan 2Gangzha | Rudong                       | 如东县   | Rúdōng Xiàn   | 995.983         | 1.872      | 532,04   |
| 1 2 Tongzhou Rugao Haimen Qidong Hai'an Rudong 1Chongchuan 2Gangzha | Ciutats satèl·lit (municipi) |          |               |                 |            |          |
| 1 2 Tongzhou Rugao Haimen Qidong Hai'an Rudong 1Chongchuan 2Gangzha | Rugao                        | 如皋市   | Rúgāo Shì     | 1.267.066       | 1.531      | 827,60   |
| 1 2 Tongzhou Rugao Haimen Qidong Hai'an Rudong 1Chongchuan 2Gangzha | Haimen                       | 海门市   | Hǎimén Shì    | 907.598         | 1,148      | 790,59   |
| 1 2 Tongzhou Rugao Haimen Qidong Hai'an Rudong 1Chongchuan 2Gangzha | Qidong                       | 启东市   | Qǐdōng Shì    | 972.525         | 1.191      | 816,56   |
| 1 2 Tongzhou Rugao Haimen Qidong Hai'an Rudong 1Chongchuan 2Gangzha | Total                        | Total    | Total         | 7.282.835       | 8.544      | 852,39   |